# Bliss Éditions
Bliss Éditions est une maison d'édition française spécialisée dans la traduction et la publication de titres de comic book, plus particulièrement ceux issus de la licence Valiant Comics. 

## Histoire
Initialement nommée Bliss Comics, Bliss Éditions a été créée en 2016 à Bordeaux par Florent Degletagne et Jérémy Briam.
En 2015, Florent Degletagne présente par mail à l'éditeur Valiant Entertainment une proposition de publication de la licence Valiant Comics en France. Jusqu'en septembre 2015, ces titres étaient proposés par Panini Comics France, mais l'éditeur n'avait pas réussi à investir le marché de manière rentable. Degletagne et Briam partaient du principe que cet échec était dû en partie à une mauvaise visibilité de la licence chez un éditeur français dont le catalogue principal portait la licence Marvel Comics.

### L'offre éditoriale Bliss Éditions pour Valiant
Un format cartonné a été proposé afin de fournir un objet considéré comme qualitatif par les lecteurs chez les autres éditeurs de comic book français. Des offres de lancement à 10€ le livre ont été faites. Les albums sont complétés par la présentation de couvertures alternatives et de reproduction de planches commentées au fil des étapes de production.
Les premiers livres sont publiés en avril 2016 à l'occasion de la Paris Comics Expo. Degletagne a souhaité miser sur le one-shot The Valiant en tant que point d'entrée à l'univers pour gagner de nouveaux lecteurs français. Suivant l'évolution du catalogue américain, l'éditeur a misé sur quatre séries récentes : NinjaK, Bloodshot Reborn, Divinity et Quantum & Woody. En complément, l'éditeur propose sur la plateforme ComiXology une réédition des titres initialement publiés par Panini Comics France.
En avril 2016, l'éditeur participe à l'opération de communication Free Comic Book Day France en proposant un fascicule de 48 pages mêlant previews et éléments rédactionnels. 
En décembre 2016, l'offre éditoriale est développée en proposant des intégrales de 900 pages consacrées à Rai et Archer and Armstrong. 
De 2017 à 2019, les albums de 120 pages sont sortis à un rythme moyen de deux titres par mois, dans un délai de traduction de 6 mois à un an.
Certaines séries ont été proposées dans des recueils de pagination supérieure aux autres, 300 pages, pour porter des productions jugées moins vendeuses en plusieurs tomes par l'éditeur.

### Publication de titres hors Valiant
En novembre 2017, Bliss Éditions publie son premier titre hors catalogue Valiant Comics, Love is Love. Une anthologie solidaire consacrée au massacre de 49 personnes au club The Pulse à Orlando en raison de leur orientation sexuelle. 
Afin de diversifier son catalogue, Bliss Éditions propose chaque année un à deux titres issus d'éditeurs différents de celui de sa licence principale.

### L'appel au financement participatif
En avril 2019, Bliss Éditions lance une campagne de crowdfunding via la plateforme Ulule pour financer une intégrale de la première série Archer And Armstrong par Barry Windsor-Smith. Ce type de financement a été choisi du fait d'une moindre visibilité d'un titre plus ancien mais porté par un auteur apprécié d'une fanbase existante.

### Bliss Editions face à la COVID
L'année 2020, marquée par la crise sanitaire de la COVID-19, a vu un fléchissement du nombre de titres publiés.
Selon Florent Degletagne, l'acquisition de la licence Valiant Comics est valable jusqu'en 2021. 

## Structure de l'entreprise
Florent Degletagne est le président et fondateur de Bliss Editions. En 2017, Jeremy Briam rejoint le Comic Con Paris de Reed Expositions en tant que Brand Manager. Célia Joseph rejoint Bliss Editions en tant qu'assistante éditoriale au même moment.

## Présence en salons
- Bordeaux Geek Festival 2016. Invité : Pere Pérez
- Comic Con Paris 2016. Invité: Trevor Hairsine
- Toulouse Game Show 2016. Invité:  Trevor Hairsine
- Bordeaux Geek Festival 2017. Invité :  Francis Portela
- Comic Con Paris 2017. Invités : Joshua Dysart, Fred Van Lente, Doug Braithwaite, Pere Pérez, CAFU
- Paris Manga & Sci-Fi Show 2017 (printemps). Invité :  Francis Portela
- Paris Manga & Sci-Fi show 2017 (automne). Invité : David Lafuente
- Toulouse Game Show Springbreak 2017. Invités : Marguerite Sauvage et Trevor Hairsine
- Bordeaux Geek Festival 2018. Invités : Raul Allén et Patricia Martin
- Comic Con Paris, 26-28 octobre 2018[8]. Invités : Tomas Giorello, Trevor Hairsine, Clayton Henry, Pat Masioni, Mico Suayan.
- Lyon Game Show 2018. Invité : Alberto Ponticelli
- Toulouse Game Show 2018. Invités : Trevor Hairsine, Barry Kitson
- Toulouse Game Show Springbreak 2018. Invités : Doug Braithwaite et Marguerite Sauvage
- Bordeaux Geek Festival 2019. Invité:  Pat Masioni
- Festival international de la bande dessinée d'Angoulême, 24-27 janvier 2019. Invités : Doug Braithwaite, Joshua Dysart, Pat Masioni, Alberto Ponticelli.
- TGS Lyon, 21-22 septembre 2019. Invité : Francis Portela[9].
- Comic Con Paris, 25-27 octobre 2019. Invités : Zander Cannon, Joshua Dysart, CAFU, Pere Pérez, Francis Portela, Pat Masioni[10].
- Festival international de la bande dessinée d'Angoulême, 30 janvier-02 février 2020. Invités : John Allison, Francis Portela, Trevor Hairsine[11].

## Publications
| Série VF                                         | Tomaison | Editeur VO            |
| ------------------------------------------------ | -------- | --------------------- |
| A+A - Les aventures d'Archer et Armstrong        | INT      | Valiant Comics        |
| Archer et Armstrong                              | 6+INT    | Valiant Comics        |
| Archer et Armstrong- 1992                        | INT      | Valiant Comics        |
| Bloodshot                                        | 5+INT    | Valiant Comics        |
| Bloodshot Reborn                                 | 4+INT    | Valiant Comics        |
| Bloodshot Salvation                              | 2        | Valiant Comics        |
| Bloodshot USA                                    | 1        | Valiant Comics        |
| Book of Death                                    | 1        | Valiant Comics        |
| Britannia                                        | 3        | Valiant Comics        |
| By Night                                         | 1        | BOOM! Studios         |
| Cosmoknights                                     | 2        | Top Shelf Productions |
| Cercle du Dragon-Thé (le)                        | 1        | Oni Press             |
| Dead Drop                                        | 1        | Valiant Comics        |
| Delinquents (The)                                | 1        | Valiant Comics        |
| Divinity                                         | 3+INT    | Valiant Comics        |
| Doctor Mirage                                    | 1        | Valiant Comics        |
| Eternal Warrior                                  | 1        | Valiant Comics        |
| Eternal Warrior : chroniques du guerrier éternel | 1        | Valiant Comics        |
| Eternity                                         | 1        | Valiant Comics        |
| Faith                                            | 4+INT    | Valiant Comics        |
| Faith et la Future Force                         | 1        | Valiant Comics        |
| Génération Zéro                                  | 1        | Valiant Comics        |
| Harbinger                                        | 6+INT    | Valiant Comics        |
| Harbinger renegade                               | 2        | Valiant Comics        |
| Harbinger Wars : blackout                        | 1        | Valiant Comics        |
| Imperium                                         | 1        | Valiant Comics        |
| Incursion                                        | 1        | Valiant Comics        |
| Ivar, Timewalker                                 | 1        | Valiant Comics        |
| Kaijumax                                         | 1        | Oni Press             |
| Livewire                                         | 1        | Valiant Comics        |
| Love is Love                                     | 1        | IDW Publlishing       |
| NinjaK                                           | 5+INT    | Valiant Comics        |
| Princesse Princesse                              | 1        | Oni Press             |
| Punk Mambo                                       | 1        | Valiant Comics        |
| Quantum et Woody                                 | 3        | Valiant Comics        |
| Quantum and Woody must die !                     | 1        | Valiant Comics        |
| Rai                                              | 2        | Valiant Comics        |
| Rapture                                          | 1        | Valiant Comics        |
| Reine oubliée (la)                               | 1        | Valiant Comics        |
| Savage                                           | 1        | Valiant Comics        |
| Secret Weapons                                   | 1        | Valiant Comics        |
| Shadowman                                        | INT      | Valiant Comics        |
| Shadowman (2018)                                 | 1        | Valiant Comics        |
| UN3 : Urgence niveau 3                           | 1        |                       |
| Unity                                            | 2+INT    | Valiant Comics        |
| Valiant (The)                                    | 1        | Valiant Comics        |
| Valiant High                                     | 1        | Valiant Comics        |
| Vie et mort de Toyo Harada                       | 1        | Valiant Comics        |
| War Mother                                       | 1        | Valiant Comics        |
| X-O Manowar                                      | 5+3 INT  | Valiant Comics        |
| X-O Manowar (2018)                               | 3        | Valiant Comics        |